# 維克拉姆
甘迺迪·約翰·維克多（英語：Kennedy John Victor，1966年4月17日—）或稱藝名維克拉姆（英語：Vikram），印度男演員及代唱歌手，主要在泰米爾語電影界工作，贏得的獎項數在泰米爾電影界名列前茅，涵蓋南印度電影觀眾獎、印度國家電影獎、泰米爾納德邦國家電影獎，以及泰米爾納德邦政府頒發的卡萊馬馬尼獎。根據印度名人年收入，維克拉姆入選2016年及2018年的《富比士印度》百大名人榜單。
維克拉姆憑藉電影《我的愛人，我的掌上明珠》（1990年）出道，在《塞圖》（1999年）取得重大突破，接下來出演《膽量》（2001年）、《傑米尼》（2002年）、《非同尋常》（2003年）、《薩米》（2003年）、《罪惡終結者》（2005年）、《法外暴徒》（2010年）、《上帝赐予我的女儿》（2011年）、《我最丑陋的真相》（2015年）和《雙面人》（2016年）等熱門電影。他憑藉《先祖之子》（2003年）而贏得印度國家電影獎最佳男主角。2022年及2023年帶來史詩動作大片《龐妮·塞爾文》及《龐妮·塞爾文二部曲》，成為維克拉姆票房最高的主演作。
維克拉姆致力於推動各種社會事業，並於2011年擔任聯合國人居署青年特使。他曾擔任桑吉瓦尼信託基金會（Sanjeevani Trust）和特殊兒童學校維迪亞·蘇達（Vidya Sudha）的品牌大使，在製作《上帝赐予我的女儿》期間曾住在該學校，並與卡西眼科護理醫院（Kasi Eye Care）建立了長期合作關係，還透過維克拉姆基金會（Vikram Foundation）經營自己的福利協會。2016年，他製作並執導了一段配以抗洪救災歌曲〈欽奈精神〉的影片，以向該市2015年南印度洪水後出力的志願者致敬。

## 早年及家族
維克拉姆本名為甘迺迪·約翰·維克多（Kennedy John Victor），1966年4月17日生於欽奈，父親是基督徒，母親是印度教徒。父親約翰·維克多（John Victor，又名維諾德·拉吉）是帕拉马库迪人，離開家鄉追求電影生涯，但只擔任過配角。母親拉傑什瓦里（Rajeshwari）是副收稅員的級別的政府官員，生在與電影有聯繫的印度教家庭。她的兄弟蒂亞加拉揚是泰米爾電影界的知名導演兼演員；他是演員普拉尚的父親，使普拉尚成為維克拉姆的表弟（雖然兩人從未公開承認過此關係）。維克拉姆有兩個比自己小的兄弟姊妹。妹妹阿尼莎（Anitha）是教師，弟弟阿爾溫德（Arvind）曾出演低成本泰米爾語電影《婚禮何時舉行？》（Eppo Kalyanam，2022年）。
父親維諾德·拉吉是一生只在電影及電視劇中擔任配角的小演員。維克拉姆藉此受到激勵，參加戲劇課程並接受古典及電影舞蹈的專業培訓，以確保自己能當上主角。他不喜歡自己的原名甘迺迪，且還覺得這樣的外國名字不適合在泰米爾電影界闖蕩，所以決定使用「維克拉姆」當藝名。「維克拉姆」（印度教名字）的意思是「做出偉大事蹟的人」。他在一次採訪中稱，之所以選擇這個名字，是因為該名字結合了自己所珍視的幾個名字：來自他父親的名字（Vinod），來自甘迺迪，來自母親的名字（Rajeshwari），而來自個人星座對應的白羊宮。
維克拉姆在耶爾考德蒙特福特學校（寄宿學校）接受教育，1983年畢業。他充分利用了在學校的機會，參加了空手道、騎馬和游泳，並指出，這類的接觸活動賦予身為年輕人的自己充滿自信。維克拉姆長期在學校戲劇俱樂部參與後台工作，後來在學校改編的莫里哀的《屈打成医》中擔任主角（因原主角感染了水痘）。雖然他表示有興趣放學後進入電影界，但被父親強迫好好唸完書；維克拉姆之後從洛約拉學院畢業，獲得英語文學學位，並半途攻讀MBA課程。透過多產的戲劇俱樂部，維克拉姆出現在舞台製作中，包括大學改編的《肯恩艦叛變》和彼得·謝弗的《黑暗中的喜劇》，並因其表演而獲得最佳男主角獎。他在印度理工學院馬德拉斯分校舉行的一場活動中獲得最佳男主角獎後，騎摩托車回家途中被卡車撞倒，腿部嚴重受傷。大學期間，他在醫院住了三年，隨後接受了23次手術，以免腿部截肢。維克拉姆在事故發生後返回完成學位的最後一年，因只能在短時間內拄著拐杖行走，而獲准在家完成論文。

## 私生活
維克拉姆在1980年代末認識了夏拉賈·巴拉克里希南（Shailaja Balakrishnan），1992年在古魯瓦尤爾寺與數十對新人一起舉行了一場集體婚禮。兩人隨後在欽奈洛約拉學院的教堂舉行了低調的婚禮。妻子來自喀拉拉邦塔拉塞里，現在一所頂尖的欽奈學校擔任心理學老師。她也與《上帝赐予我的女儿》的團隊合作，就如何對待有特殊需求的人提供專業建議，並幫助塑造維克拉姆的角色。
夫妻倆的女兒阿克希塔（Akshita），出生於1993年，兒子杜魯夫出生於1997年。女兒2017年10月30日與M·卡魯納尼迪的曾孫馬努·蘭吉斯（Manu Ranjith）結婚。維克拉姆一家住在欽奈貝桑特納加爾的海灘附近，並表示無論是否有其他地區電影任何邀請，他都會留在欽奈。兒子杜魯夫以2019年電影《阿迪亞·瓦爾瑪》作為出道作，維克拉姆也未掛名參演。之後父子倆合作了《馬漢》，這也是維克拉姆的第60部主演電影。

## 作品列表

### 電影

#### 演員
| 年份 | 片名                       | 角色                                                                          | 附註             | 來源                        |
| ---- | -------------------------- | ----------------------------------------------------------------------------- | ---------------- | --------------------------- |
| 1990 | 《我的愛人，我的掌上明珠》 | 維諾德（Vinod）                                                                    |                  | [ 22 ] [ 23 ]               |
| 1991 | 《我給自己》               | 拉朱（Raju）                                                                      |                  | [ 24 ]                      |
| 1992 | 《保護之歌》               | 阿肖克（Ashok）                                                                    |                  | [ 22 ]                      |
| 1992 | 《米拉》                   | 吉瓦（Jeeva）                                                                      |                  | [ 24 ] [ 25 ]               |
| 1993 | 《德魯瓦姆》               | 巴德蘭（Bhadran）                                                                    | 馬拉雅拉姆語電影 | [ 26 ]                      |
| 1993 | 《姐姐的權威與妹妹的家族》 | 拉達·克里希納（Radha Krishna）                                                             | 泰盧固語電影     | [ 27 ]                      |
| 1993 | 《你能給我微笑嗎？》       | 維奇（Vicky）                                                                      | 泰盧固語電影     | [ 24 ]                      |
| 1993 | 《黑手黨》                 | 哈里尚卡爾（Harishankar）                                                                | 馬拉雅拉姆語電影 | [ 28 ]                      |
| 1994 | 《黃金家族》               | 蘇利亞姆（Suryam）                                                                  | 泰盧固語電影     | [ 24 ]                      |
| 1994 | 《賽亞姆》                 | 吉吉（Jiji）                                                                      | 馬拉雅拉姆語電影 | [ 29 ]                      |
| 1994 | 《新統治者》               | 薩蒂亞莫西（Sathyamoorthy）                                                                |                  | [ 30 ]                      |
| 1995 | 《大街》（Street）               | 薩吉耶夫（Sajeev）                                                                  | 馬拉雅拉姆語電影 | [ 31 ] [ 32 ]               |
| 1995 | 《阿達阿拉燈塔》           | 維克拉姆（Vikram）                                                                  | 泰盧固語電影     | [ 33 ] [ 34 ]               |
| 1996 | 《馬尤拉·尼瑟姆》（Mayoora Nritham）      | 拉吉夫（Rajeev）                                                                    | 馬拉雅拉姆語電影 | [ 31 ] [ 35 ]               |
| 1996 | 《想像力》                 | 莫罕（Mohan）                                                                      | 泰盧固語電影     | [ 36 ] [ 37 ]               |
| 1996 | 《姐姐！你還好嗎？》       | 佩達巴布（Pedababu）                                                                  | 泰盧固語電影     | [ 33 ]                      |
| 1996 | 《因德拉普拉薩姆》         | 彼得（Peter）                                                                      | 馬拉雅拉姆語電影 | [ 38 ] [ 39 ]               |
| 1996 | 《王之子》                 | 馬努（Manu）                                                                      | 馬拉雅拉姆語電影 | [ 28 ]                      |
| 1996 | 《閃電》                   | 古魯（Guru）                                                                      | 泰盧固語電影     | [ 40 ]                      |
| 1997 | 《這是一則愛情故事》       | 羅伊（Roy）                                                                      | 馬拉雅拉姆語電影 | [ 41 ] [ 42 ]               |
| 1997 | 《喜悅》                   | 德夫（Dev）                                                                      |                  | [ 43 ] [ 44 ]               |
| 1998 | 《眼睛裡的話語》           | 錢德魯（Chandru）                                                                    |                  | [ 31 ] [ 45 ]               |
| 1999 | 《滿屋子》                 | 哈米德（Hameed）                                                                    |                  | [ 46 ]                      |
| 1999 | 《塞圖》                   | 塞圖／奇亞安（Sethu / Chiyaan）                                                              |                  | [ 47 ] [ 48 ] [ 49 ]        |
| 1999 | 《紅印度人》               | 拉胡爾（Rahul）                                                                    | 馬拉雅拉姆語電影 | [ 31 ]                      |
| 2000 | 《因德里亞姆》             | 烏達亞（Udhaya）                                                                    | 馬拉雅拉姆語電影 | [ 46 ] [ 50 ]               |
| 2000 | 《9個月》                  | 蘇倫德拉（Surendra）                                                                  | 泰盧固語電影     | [ 40 ] [ 51 ]               |
| 2001 | 《青年》（Youth）               | 巴布（Babu）                                                                      | 泰盧固語電影     | [ 24 ]                      |
| 2001 | 《太空與陸地》             | 塞爾瓦姆（Selvam）                                                                  |                  | [ 52 ]                      |
| 2001 | 《膽量》                   | 卡納加維爾（Kanagavel）                                                                |                  | [ 53 ]                      |
| 2001 | 《卡西》                   | 卡西（Kasi）                                                                      |                  | [ 54 ] [ 55 ]               |
| 2002 | 《傑米尼》                 | 傑米尼（Gemini）                                                                    |                  | [ 56 ]                      |
| 2002 | 《武士》                   | 蒂亞古（Thyagu）                                                                    |                  | [ 57 ]                      |
| 2002 | 《國王》                   | 拉賈（Raja）                                                                      |                  | [ 58 ]                      |
| 2003 | 《非同尋常》               | 阿魯穆加姆（Aarumugam）                                                                |                  | [ 59 ]                      |
| 2003 | 《愛情是一場遊戲》         | 蘇雷什（Suresh）                                                                    |                  | [ 60 ]                      |
| 2003 | 《薩米》                   | 阿魯薩米（Aarusaamy）                                                                  |                  | [ 61 ]                      |
| 2003 | 《先祖之子》               | 奇坦（Chithan）                                                                      |                  | [ 62 ] [ 63 ] [ 64 ] [ 65 ] |
| 2004 | 《阿魯爾》                 | 阿魯庫馬蘭（Arulkumaran）                                                                |                  | [ 66 ]                      |
| 2005 | 《罪惡終結者》             | 拉馬努賈姆·「安比」·艾揚格／罪惡終結者／羅摩（Ramanujam "Ambi" Iyengar / Anniyan / Remo）                              |                  | [ 68 ] [ 69 ]               |
| 2005 | 《馬哈》                   | 阿里武馬蒂（Arivumathi）                                                                | 兼助理導演       | [ 70 ] [ 71 ]               |
| 2008 | 《亡灵勇士》               | 塞卡（Sekar）                                                                      |                  | [ 72 ]                      |
| 2009 | 《神的使者》               | 坎薩斯瓦米（Kanthaswamy）                                                                |                  | [ 73 ]                      |
| 2010 | 《寶萊塢之極盜狂熱》       | 德夫·普拉塔普·夏爾馬（Dev Pratap Sharma）                                                      | 印地語電影       | [ 74 ]                      |
| 2010 | 《法外暴徒》               | 維拉亞（Veeraiya）                                                                    |                  | [ 75 ] [ 76 ]               |
| 2011 | 《上帝赐予我的女儿》       | 克里希納（Krishna）                                                                  |                  | [ 77 ] [ 78 ] [ 79 ]        |
| 2011 | 《王之路》                 | 阿努·穆魯甘（Anal Murugan）                                                               |                  | [ 80 ]                      |
| 2012 | 《濕婆之舞》               | 希瓦庫瑪／肯尼·湯瑪士（Shivakumar / Kenny Thomas）                                                     |                  | [ 81 ] [ 82 ]               |
| 2013 | 《大衛》                   | 大衛（David）                                                                      | 印地語電影       | [ 84 ]                      |
| 2015 | 《我最丑陋的真相》         | 林格桑／李（Lingesan / Lee）                                                                |                  | [ 85 ]                      |
| 2015 | 《十秒倒計數》             | 車手                                                                          |                  | [ 86 ]                      |
| 2016 | 《雙面人》                 | 阿基蘭·維諾德（Akhilan Vinod）／洛夫博士（Dr. Love）                                               |                  | [ 87 ]                      |
| 2018 | 《斯凱奇》                 | 吉瓦／斯凱奇（Jeeva / Sketch）                                                              |                  | [ 88 ]                      |
| 2018 | 《薩米2》                  | 阿魯薩米／拉瑪薩米（Ramasaamy）                                                        |                  | [ 89 ]                      |
| 2019 | 《救援生死線》             | KK                                                                            |                  | [ 90 ]                      |
| 2019 | 《阿迪亞·瓦爾瑪》          | 德拉敦的訪客                                                                  | 未掛名           | [ 91 ]                      |
| 2022 | 《馬漢》                   | 甘地·馬漢（Gandhi Mahaan）                                                                 |                  | [ 92 ]                      |
| 2022 | 《眼鏡蛇》                 | 「卡迪爾」卡瑟維蘭／眼鏡蛇（Kathirvelan "Kathir" / Cobra）／「馬蒂」馬蒂亞扎甘（Mathiyazhagan "Madhi"）                        |                  | [ 93 ] [ 94 ]               |
| 2022 | 《龐妮·塞爾文》            | 阿迪沙·卡里卡蘭                                                               |                  | [ 95 ]                      |
| 2023 | 《龐妮·塞爾文二部曲》      | 阿迪沙·卡里卡蘭                                                               |                  | [ 96 ]                      |
| 2024 | 《寸金不讓》               | 坦加蘭·墨尼（Thangalaan Muni）／卡代揚（Kaadaiyan）／「亞蘭」亞拉桑（Arasan "Aaran"）／亞迪·墨尼（Adhi Muni）／那達·墨尼（Naga Muni） |                  | [ 97 ]                      |
| 2025 | 《無畏戰士》               | R·卡利（R. Kaali）                                                                    |                  | [ 98 ]                      |
| TBA  | 《北極星：戰爭之章》       | 約翰（John）                                                                      |                  | [ 99 ]                      |
| TBA  | 《奇亞安63》（Chiyaan 63）           |                                                                               |                  | [ 100 ]                     |

#### 配音
| 年份 | 片名                 | 配音對象          | 附註                 |
| ---- | -------------------- | ----------------- | -------------------- |
| 1993 | 《阿馬拉瓦蒂》       | 阿吉特·庫馬       |                      |
| 1993 | 《皇家茉莉》         | 維尼思            |                      |
| 1993 | 《細節》             | 文卡特斯          | 電影的泰米爾語配音版 |
| 1993 | 《新面孔》           | 維尼思            |                      |
| 1993 | 《少女婚禮》         | 賈亞拉姆          | 電影的泰米爾語配音版 |
| 1994 | 《愛情之花》         | 阿吉特·庫馬       |                      |
| 1994 | 《情人男孩》         | 帕布·德瓦         |                      |
| 1994 | 《狮子王》           | 傑瑞米·艾朗       | 電影的泰米爾語配音版 |
| 1995 | 《鲜血之河》         | 約翰·埃達薩提爾   |                      |
| 1995 | 《拉薩伊亞》         | 帕布·德瓦         |                      |
| 1996 | 《爱在土地》         | 阿巴斯            |                      |
| 1996 | 《黑玫瑰》           | 阿馬爾·西迪克（Amar Siddique） |                      |
| 1997 | 《觸電之夢》         | 帕布·德瓦         |                      |
| 1997 | 《VIP》              | 阿巴斯、帕布·德瓦 |                      |
| 1997 | 《熱身》             | 阿巴斯            |                      |
| 1998 | 《最親愛的弟弟》     | 阿巴斯            |                      |
| 1998 | 《喬利》             | 阿巴斯            |                      |
| 1998 | 《現在一切都很好》   | 阿巴斯            |                      |
| 1998 | 《塞雅》             | J·D·查克拉瓦蒂    | 電影的泰米爾語配音版 |
| 1998 | 《甘地傳》           | 班·金斯利         | 電影的泰米爾語配音版 |
| 1999 | 《眼睛所見的一切》   | 蘇欽德拉·巴利     |                      |
| 1999 | 《靈蛇舞》           | 希朱              | 電影的泰米爾語配音版 |
| 2000 | 《理性與感性》       | 阿巴斯            |                      |
| 2001 | 《閃電》             | 阿巴斯            |                      |
| 2024 | 《莫萊塢之神燈怪盜》 | 旁白              | 電影的泰米爾語配音版 |

### 電視
| 年份 | 節目名                  | 角色           | 來源                        |
| ---- | ----------------------- | -------------- | --------------------------- |
| 1988 | 《加拉塔·庫杜巴姆》（Galatta Kudumbam） | 維諾德（Vinod）     | 6集                         |
| 1995 | 《小小的願望—開始》（Chinna Chinna Aasaigal – Aarambam） | -              | 為拉吉夫·克里希納的角色配音 |
| 1995 | 《小小的願望—文學》（Chinna Chinna Aasaigal – Ilakkiya） | -              | 導演                        |
| 2000 | 《翅膀》                | 錢德拉塞卡（Chandrasekhar） | 電視電影                    |

### MV
| 年份 | 歌名                           | 作曲家         | 角色   | 附註                               | 來源            |
| ---- | ------------------------------ | -------------- | ------ | ---------------------------------- | --------------- |
| 2010 | 〈當我們的曲調再次合併在一起〉 | 路易·班克斯    | 他自己 |                                    | [ 113 ] [ 114 ] |
| 2012 | 〈One—團結之歌〉（One – The Unity Song）           | 喬治·彼得（George Peter）  | 他自己 |                                    | [ 115 ]         |
| 2012 | 〈致敬賦予生命的欽奈〉（Vanakkam Vaazhavaikum Chennai）     | 吉里什·G       | 他自己 | 電影《馬里納海灘》（2012年）宣傳片 | [ 116 ] [ 117 ] |
| 2016 | 〈欽奈精神〉                   | C·吉里南德（C. Girinandh） | 他自己 | 兼導演                             | [ 118 ]         |

### 歌曲
| 年份 | 歌名                                                                                          | 收錄電影             | 語言               | 作曲家             | 來源            |
| ---- | --------------------------------------------------------------------------------------------- | -------------------- | ------------------ | ------------------ | --------------- |
| 1997 | 〈青春期會告訴你要活下去〉（Valibam Vaazha Sollum）                                                                | 《喜悅》             | 泰米爾語           | 卡提克·拉加        | [ 119 ]         |
| 2002 | 〈多麼恐懼啊〉（Yaamirukka Bayamein）                                                                            | 《斯里》             | 泰米爾語           | T·S·穆拉利達蘭（T. S. Muralidharan） | [ 120 ] [ 121 ] |
| 2002 | 〈哦放好〉（O Podu）                                                                                | 《傑米尼》           | 泰米爾語           | 巴拉德瓦吉         | [ 122 ]         |
| 2009 | 〈埃蘇塞米〉（Excuse Me） 〈這一切都是愚弄〉（Ithellam Dupe）／〈這一切都是騙局〉（Ivannee Dupe） 〈間宮曼波〉（Mambo Mamiya） 〈喵喵〉（Meow Meow） | 《神的使者》         | 泰米爾語、泰盧固語 | 德維·斯里·普拉薩德 | [ 123 ] [ 124 ] |
| 2010 | 〈雲哦雲〉（Meghame O Meghame）                                                                                | 《马特拉斯城》       | 泰米爾語           | G·V·普拉卡什·庫馬  | [ 125 ]         |
| 2011 | 〈我要發言〉（Kadha Solla Poren）／〈讓我告訴你〉（Kadha Cheputhane） 〈爸爸爸爸〉（Pa Pa Pappa）                                         | 《上帝赐予我的女儿》 | 泰米爾語、泰盧固語 | G·V·普拉卡什·庫馬  | [ 126 ]         |
| 2011 | 〈拉圖拉圖〉（Laddu Laddu）                                                                              | 《王之路》           | 泰米爾語、泰盧固語 | 尤文·香卡·拉雅     | [ 127 ] [ 128 ] |
| 2013 | 〈瑪麗亞·比奇〉（Maria Pitache）                                                                           | 《大衛》             | 泰米爾語           | 雷莫·費南德斯      | [ 129 ]         |
| 2018 | 〈厚臉皮 厚臉皮〉（Kannave Kannave）                                                                         | 《斯凱奇》           | 泰米爾語           | 塔曼·S             | [ 130 ]         |
| 2018 | 〈新地鐵〉（Pudhu Metro Rail）                                                                                | 《薩米2》            | 泰米爾語           | 德維·斯里·普拉薩德 | [ 131 ]         |
| 2019 | 〈火會彎曲嗎？〉（Theesudar Kuniyuma）                                                                          | 《救援生死線》       | 泰米爾語           | 吉布蘭·維菩達      | [ 132 ]         |
| 2024 | 〈收成〉（Aruvadai）                                                                                  | 《寸金不讓》         | 泰米爾語           | G·V·普拉卡什·庫馬  | [ 133 ]         |

## 備註
1. ↑  「奇亞安」是維克拉姆的外號，取自他在電影《塞圖（英语：Sethu (film)）》（1999年）中飾演的角色。
2. 1 2 3 4  維克拉姆在片中扮演一名有兩個或以上不同名字的角色。
3. ↑  維克拉姆在片中扮演一名有兩個名字的角色外，該角色還擁有另外兩種人格的名字[67]。
4. ↑  本片與吉瓦（英语：Jiiva）一起以泰米爾語進行了部分重拍；然而，除了部分高潮戲外，他的所有場景皆採用印地語配音。[10][83]
5. ↑  維克拉姆在片中飾演的車手一角會以多種化名自稱，例如詹姆斯·龐德。
6. 1 2 3  維克拉姆在片中一人分飾兩角。
7. ↑  維克拉姆在片中一人分飾五角。

## 外部連結
- 維克拉姆在互联网电影资料库（IMDb）上的資料（英文）
- 維克拉姆在爛番茄上的頁面（英文）
- 維克拉姆的Instagram帳戶